# 1994 год в науке
В 1994 году были различные научные и технологические события, некоторые из которых представлены ниже.

## События
- 8 января — с космодрома Байконур осуществлён запуск российского пилотируемого космического корабля Союз ТМ-18.
- 31 марта — В журнале Nature опубликован отчёт о раскопках в Эфиопии первого полного черепа Австралопитека афарского, важного для исследования эволюции человека.
- 7 апреля — Международный сетевой центр InterNIC официально зарегистрировал национальный домен .ru для Российской Федерации[1].
- 1 июля — с космодрома Байконур осуществлён запуск российского пилотируемого космического корабля Союз ТМ-19.
- 16—22 июля — падение фрагментов кометы Шумейкеров — Леви на Юпитер.
- октябрь — Тим Бернерс-Ли основал Консорциум Всемирной паутины (W3C).
- 14 декабря — Иркутским государственным медицинским университетом начал издаваться научно-практический «Сибирский медицинский журнал».

### Без точных дат
- Вышла книга Вадима Эразмовича Вацуро «Лирика пушкинской поры. „Элегическая школа“», которая стала событием в пушкиноведении. В 1999 году книга была отмечена премией имени А. С. Пушкина[2].

## Достижения человечества

### Открытия
- Ангиостатин

### Новые виды животных
- Животные, описанные в 1994 году

## Награды
- Нобелевская премия
  - Физика — Бертрам Брокхауз — «За создание нейтронной спектроскопии», Клиффорд Шалл — «За создание метода нейтронной дифракции».
  - Химия — Джордж Олах — «За вклад в химию углерода».
  - Физиология и медицина — Альфред Гилман, Мартин Родбелл — «За открытие G-белков и роли этих белков в сигнальной трансдукции в клетке».
  - Экономика — Джон Нэш, Райнхард Зелтен, Джон Харсаньи — за фундаментальный анализ равновесия в теории некооперативных игр.

- Премия Бальцана
  - Астрофизика: Фред Хойл (Великобритания) и Мартин Шварцшильд (США).
  - Клеточная биология нервной системы: Рене Куто[фр.] (Франция).
  - Политология и право: Норберто Боббио (Италия).

- Премия Тьюринга
  - Эдвард Фейгенбаум и Радж Редди — «За первопроходческие разработки и создание крупномасштабных систем искусственного интеллекта и демонстрацию практической важности и потенциальной коммерческой выгоды от технологий использующих искусственный интеллект».

- Международная премия по биологии
  - Эрнст Майр (США) — за выдающиеся достижения в области таксономии и систематики.

- Филдсовская премия
  - Ефим Исаакович Зельманов (США).
  - Пьер-Луи Лион (Франция).
  - Жан Бургейн (Бельгия).
  - Жан-Кристоф Йоккоз (Франция).

- Большая золотая медаль имени М. В. Ломоносова
  - Николай Константинович Кочетков — за выдающиеся достижения в области химии углеводов и органического синтеза.
  - Джеймс Дьюи Уотсон (профессор, США) — за выдающиеся достижения в области молекулярной биологии.

- Другие награды РАН
  - Премия имени Г. В. Плеханова — Авнер Яковлевич Зись — доктор философских наук — за книгу «В поисках художественного смысла»[3].

## Скончались
- 3 февраля — Анатолий Александров (90) — советский физик, академик РАН (1991; академик АН СССР с 1953), президент АН СССР (1975—1986).
- 3 апреля — Лежен, Жером, французский генетик (род. 1926).
- 4 апреля — Мисаэль Акоста Солис, эквадорский натуралист, ботаник, географ, эколог (род. 1910).
- 17 июня — Фрэнк Йейтс, продолжатель работ Карла Пирсона и Роналда Фишера по созданию и развитию методов математической статистики (род. в 1902 году).
- 20 июня — Джей Майнер (род. 1932), создатель первого в мире мультимедийного персонального компьютера Amiga (Amiga 1000).
- 29 июля — Дороти Кроуфут-Ходжкин (84) — английский химик и биохимик, член Лондонского королевского общества (с 1947). Нобелевская премия по химии (1964).
- 29 июля — Дитмар Розенталь (94) — советский и российский лингвист, автор многочисленных трудов по русскому языку.
- 19 августа — Лайнус Полинг, лауреат двух Нобелевских премий: по химии (1954) и премии мира (1962).
- 12 сентября — Егоров, Борис Борисович, советский врач и космонавт.
- 31 декабря — Баев, Александр Александрович, советский биохимик. Академик АН СССР (1970).